# カルカッタ証券取引所
カルカッタ証券取引所（カルカッタしょうけんとりひきじょ、英語: Calcutta Stock Exchange; 略号:CSE）は、インド西ベンガル州のコルカタにある株式市場である。インドで2番目の規模を持つ証券取引所である。
ボンベイ証券取引所とアフマダーバード証券取引所に続き1908年に設立された。この証券取引所では3500以上の上場企業株を持つ。代表的な株価指数はCSE40とCSE50。

## 関連事項
- 南アジアの証券取引所の一覧